# لوئیز ریبیرو پینتو نتو
لوئیز ریبیرو پینتو نتو (پرتغالی: Luiz Ribeiro Pinto Neto؛ زادهٔ ۱۶ نوامبر ۱۹۴۶   – ۱۱ فوریهٔ ۲۰۲۲) مربی فوتبال اهل برزیل بود.
از باشگاه‌هایی که در آن بازی کرده بود می‌توان به پالمیراس، فلومیننزه، و باشگاه ورزشی اینترناسیونال، فلومیننزه، و تیم ملی فوتبال برزیل اشاره کرد.